# フォール・ニャシンベ
フォール・エソジムナ・ニャシンベ・エヤデマ（フランス語: Faure Essozimna Gnassingbé Eyadéma, 1966年6月6日 - ）は、トーゴの政治家。現在、同国の首相。2005年から2025年までは大統領を務めた。ニャシンベ・エヤデマ第3代大統領の息子で、トーゴ共和国史上初めて、権力世襲により国家元首となった。名のフォールはフォレとされることもある。

## 経歴
1966年6月6日、沿岸州のAfagnanに生まれる。フランスのパリに留学経験があり、またジョージ・ワシントン大学でMBAを取得するなど、テクノクラートとして国内では評判であった。ソコデ市の選挙区から選出された国会議員として、また父のニャシンベ・エヤデマ大統領の息子として、政界に太いパイプを持ち、2003年7月29日には設備・鉱業・電気通信相として入閣を果たす。
2005年2月5日、父が心臓発作で死去すると、トーゴ軍が共和国憲法の規定に反しフォール・ニャシンベの大統領就任を宣言。同憲法では大統領死去の際、国会議長が大統領職を代行し、60日以内に大統領選を行うと定められている。当初、フォール・ニャシンベ大統領はニャシンベ・エヤデマが務めるはずだった2008年までの任期を全うすると見られていたが、アフリカ連合や国際社会から「憲法違反で認められない」と非難され、同年2月25日に辞任。議会のボンフォー・アッバス副議長が暫定大統領に就任した。
2005年4月24日の大統領選で与党「トーゴ人民連合」の候補として出馬し当選。5月4日に再び大統領に就任した。2010年には再選、2015年には三選、2020年大統領選挙では得票率72.36％で4選された。

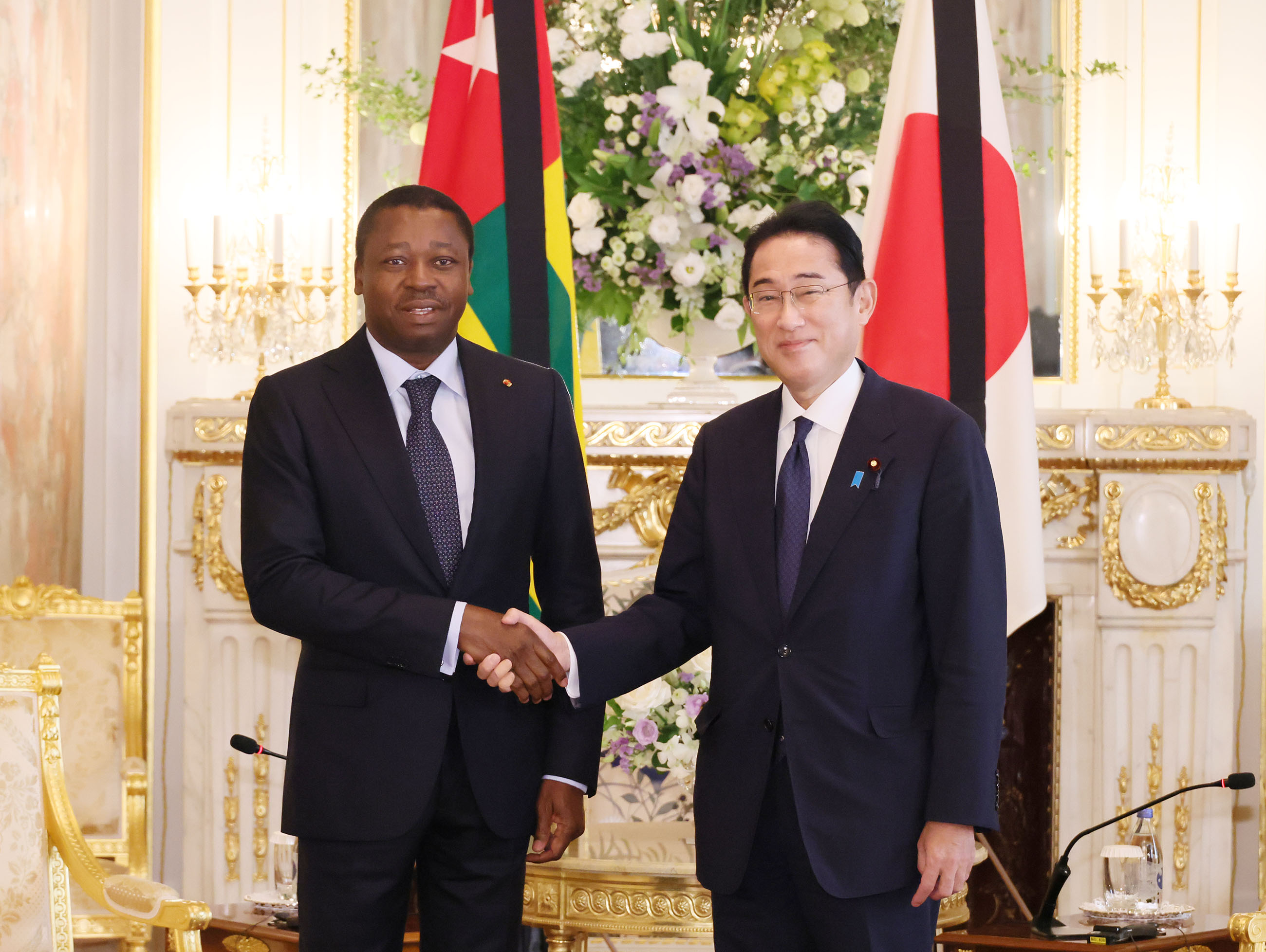
2022年9月28日、故安倍晋三国葬儀出席後に迎賓館赤坂離宮にて岸田文雄内閣総理大臣（右）と

2022年9月22日、来たる27日に実施予定の故安倍晋三国葬儀にニャシンベ大統領がトーゴ代表として参列することが、日本国外務省により発表された。
2024年の憲法改正により、大統領が持っていた行政権は新設された閣僚評議会の議長がほぼ引き継ぐこととなり、同時に直接投票で選出されていた大統領は議会による選出となり、事実上の名誉職となった。ニャシンベは大統領の4期目任期が切れる2025年5月3日にヴィクトワール・トメガ・ドグベ首相に代わって新たに閣僚評議会議長に就任し、総選挙で勝ち続ける限り（大統領と違って再選回数制限を気にすることなく）従来の権限を保持できることとなった。